# Vorarlberger Geographisches Informationssystem
Das VoGIS (Vorarlberger Geographisches Informationssystem) ist das GIS des Landes Vorarlberg. Es beschafft, erstellt, wartet und publiziert geographische Daten für die Vorarlberger Landesverwaltung und den einzelnen Bürger. Organisatorisch ist das VoGIS in das Landesamt für Vermessung und Geoinformation (Landesvermessungsamt Vorarlberg) integriert.

## Aufgaben

### Datenbeschaffung
Die Daten des VoGIS stammen aus unterschiedlichen Quellen. Der überwiegende Teil der Datensätze wird von den Mitarbeitern des VoGIS selbst erstellt, wie etwa Straßen- und Gewässernetze, digitale Flächenwidmungspläne, Gefahrenzonenpläne, Schutzgebiete oder auch das Biotopinventar. Im Zuge von direkten Aufträgen werden, teilweise mit Partnern u. a. folgende Datensätze generiert: Aktuelle und historische Orthofotos, Höhenmodelle, Landnutzungskarten, Waldmasken etc. Vom Bundesamt für Eich- und Vermessungswesen (BEV) und anderen Partnern werden unter anderem der Digitale Kataster (DKM) und die topographischen Karten (ÖK) übernommen.

### Betrieb von geographischen Informationsdiensten
Das VoGIS betreibt selbst mehrere Geographische Informationsdienste und ist zusammen mit den anderen Ländern Österreichs Partner im Geodatenverbund der österreichischen Länder geoland
- Vorarlberg Atlas ist ein offener Web-Gis-Dienst mit Geobasis- und -fachdaten für jedermann. Hier werden unter anderem folgende Themen publiziert: Orthofotos, geokodierte Adressen und Straßen, Kataster, Höhenmodelle, Verwaltungsgrenzen etc. Parallel zur Veröffentlichung der Daten im Vorarlberg Atlas werden diese auch als offene WMS-Dienste und teilweise auch zum Direktdownload angeboten.
- Geoportal Vorarlberg[1] ist ein offener Web-Dienst der die Suche über alle Geodatensätze ermöglicht, hilfreiche Informationen anzeigt und einen direkten Download der Datensätze möglich macht.
- Geoland.at ist das Geodatenportal der österreichischen Länder
- Graphenintegrationsplattform GIP ist eine österreichweite Integrationslösung für Verkehrsnetze. Im Projekt GIP wird ein routingfähiger Gesamtgraph aller Verkehrswege erstellt und gewartet. Die Daten bilden z. B. eine der Grundlagen der Verkehrsauskunft Österreich (VAO), der österreichischen Basiskarte basemap.at oder des amtlichen Pendlerrechners.

### Betrieb der technischen VoGIS-Infrastruktur
Eine Aufgabe des VoGIS ist der Betrieb und die Wartung der technischen GIS-Infrastruktur. Diese umfasst neben der nötigen Hardware (Server, Clients, Plotter, Scanner etc.) auch einen umfangreichen Lizenzpool an GIS-Software. Derzeit werden auf den Servern des VoGIS ca. 35 TB an unterschiedlichsten Daten vorgehalten.
Betreut wird das System vom Landesamt für Vermessung und Geoinformation, einer nachgeordneten Dienststelle der Abteilung Raumplanung und Baurecht beim Amt der Vorarlberger Landesregierung.

### Datenhandel
Ebenfalls durch das VoGIS werden sämtliche Geodatenweitergaben des Amtes der Vorarlberger Landesregierung abgewickelt. Dies umfasst sämtliche Geodaten, die im Eigentum des Landes Vorarlberg stehen (unter anderem hochauflösende Orthofotos, hochgenaue Höhenmodelle aus Laserscanbefliegungen, Basiskarten, Gewässer- und Verkehrsnetze, Flächenwidmungspläne etc.). Diese stehen seit dem 1. Jänner 2016 überwiegend unter einer CC-BY-Lizenz als OGD zur Verfügung und werden dienste- sowie cloudbasierend bereitgestellt.